# Take a Look in the Mirror
| 전문가 평가          | 전문가 평가 |
| 총 점수              | 총 점수     |
| 출처                 | 점수        |
| -------------------- | ----------- |
| 메타크리틱           | 49/100      |
| 평가 점수            |             |
| 출처                 | 점수        |
| AllMusic             | [ 2 ]       |
| Billboard            | (positive)  |
| Blender              | [ 4 ]       |
| Entertainment Weekly | (D)         |
| IGN                  | 5.5/10      |
| Metal Storm          | 8.5/10      |
| The New York Times   | (mixed)     |
| NME                  | 3/10        |
| Q                    | [ 10 ]      |
| Rolling Stone        | [ 11 ]      |

《Take a Look in the Mirror》는 미국의 누 메탈 밴드 콘의 여섯 번째 스튜디오 음반이다. 2003년 11월 21일, 에픽 레코드와 이모털 레코드를 통해 발매된 이 음반은 오리지널 기타리스트 브라이언 웰치가 2005년 2월 밴드를 떠나 2013년(2013년 음반 《The Paradigm Shift》 발매와 함께) 복귀할 때까지 오리지널 라인업을 모두 갖춘 마지막 콘 스튜디오 음반이다. 오리지널 드러머 데이비드 실버리아도 다음 음반 《See You on the Other Side》가 발매된 후 2006년 말 이전에 콘을 떠났다. 또한 콘이 에픽과 이모털로 발매한 마지막 스튜디오 음반이기도 한다.

## 배경
이 음반은 음반 발매일이 금요일로 미뤄지면서 콘의 판매량이 계속 감소하여 19위로 데뷔하여 9위로 정점을 찍었고, 첫 주 음반 판매량은 약 179,000장으로 표준 화요일에 발매된 것보다 판매량이 적었다. 트랙 〈Did My Time〉은 이전에 영화 《툼 레이더 2: 판도라의 상자》의 CD 싱글로 발매되었으며, 트랙 〈Right Now〉는 스파이크와 마이크가 애니메이션한 도발적인 만화 비디오와 함께 출시되었다. 엔딩 트랙 〈When Will This End〉는 메탈리카의 〈One〉 라이브 커버가 재생되기 전까지 긴 침묵이 이어진다. 음반은 또한 욕설 대신 백마스킹을 사용하는 "깨끗한" 버전으로도 발매되었다. 2013년 1월 4일, 기준으로 닐슨 사운드스캔에 따르면 미국에서는 120만 장 이상, 미국 외 지역에서는 200만 장 이상이 판매되었으며, 2003년 12월 16일, 플래티넘 인증을 받았다. 《Untouchables》의 예상보다 낮은 판매량으로 인해 밴드에 빚을 지게 된 음반이라는 주장이 제기되었다. 이후 조나단 데이비스는 인터뷰에서 《Untouchables》의 예상보다 낮은 판매량과 그해 여름 오즈페스트 투어에 참가하는 시간을 자제하고 글을 써야 했기 때문에 음반이 다소 서두른 속도로 작성되었다고 인정했다.

### 구성 및 음악
《Take a Look in the Mirror》는 기타리스트 브라이언 웰치와 제임스 셰퍼가 이전 음반에 등장했던 것처럼 더 공격적인 사운드로 돌아가려는 콘의 시도를 보여주는 곡으로, 기타리스트 브라이언 웰치와 제임스 셰퍼는 대부분 두껍고 무거운 왜곡과 때때로 깨끗한 음색을 대조적으로 활용한다. 이 음반은 누 메탈의 강력한 요소와  초기 작업에 등장하는 공격적인 사운드는 물론, 이전에는 밴드의 첫 번째 데모인 《Neidermayer's Mind》에서만 발매되었던 트랙 〈Alive〉의 재작업 및 재녹음 버전을 갖추고 있다. 또한 래퍼 나스가 피처링한 곡 〈Play Me〉도 주목할 만하다.

## 곡 목록
모든 곡들은 특별한 언급이 없는 한 콘에 의해 작사/작곡하였다.
| #   | 제목                      | 작사·작곡 | 재생 시간 |
| --- | ------------------------- | --------- | --------- |
| 1.  | 〈Right Now〉             |           | 3:10      |
| 2.  | 〈Break Some Off〉        |           | 2:35      |
| 3.  | 〈Counting on Me〉        |           | 4:49      |
| 4.  | 〈Here It Comes Again〉   |           | 3:33      |
| 5.  | 〈Deep Inside〉           |           | 2:46      |
| 6.  | 〈Did My Time〉           |           | 4:04      |
| 7.  | 〈Everything I've Known〉 |           | 3:34      |
| 8.  | 〈Play Me〉 (Feat. 나스)  | 콘, 나스  | 3:21      |
| 9.  | 〈Alive〉                 |           | 4:29      |
| 10. | 〈Let's Do This Now〉     |           | 3:18      |
| 11. | 〈I'm Done〉              |           | 3:23      |
| 12. | 〈Y'All Want a Single〉   |           | 3:17      |
| 13. | 〈When Will This End〉    |           | 14:24     |

## 인증
| 국가                                                  | 인증     | 판매량/출하량 |
| ----------------------------------------------------- | -------- | ------------- |
| 오스트레일리아 (ARIA)                                 | 골드     | 35,000^       |
| 독일 (BVMI)                                           | 골드     | 100,000^      |
| 영국 (BPI)                                            | 실버     | 60,000*       |
| 미국 (RIAA)                                           | 플래티넘 | 1,000,000^    |
| *판매량을 기반으로 한 인증 ^출하량을 기반으로 한 인증 |          |               |